# Fényforrás
Szűkebb értelemben fényforrásnak nevezünk minden eszközt, amely fény előállítására szolgál. Tágabb értelemben ide értjük az ibolyántúli és infravörös fényt kibocsátó tárgyat is.
Ez alapján megkülönböztethetők elsődleges fényforrások, amelyek a sugárzás kibocsátói, illetve másodlagos fényforrások, amelyek más fényforrások fényét verik vissza; tükrözik, szórják. Működési elv szerint léteznek természetes, kémiai, égésalapú, elektromos és egyéb fényforrások.

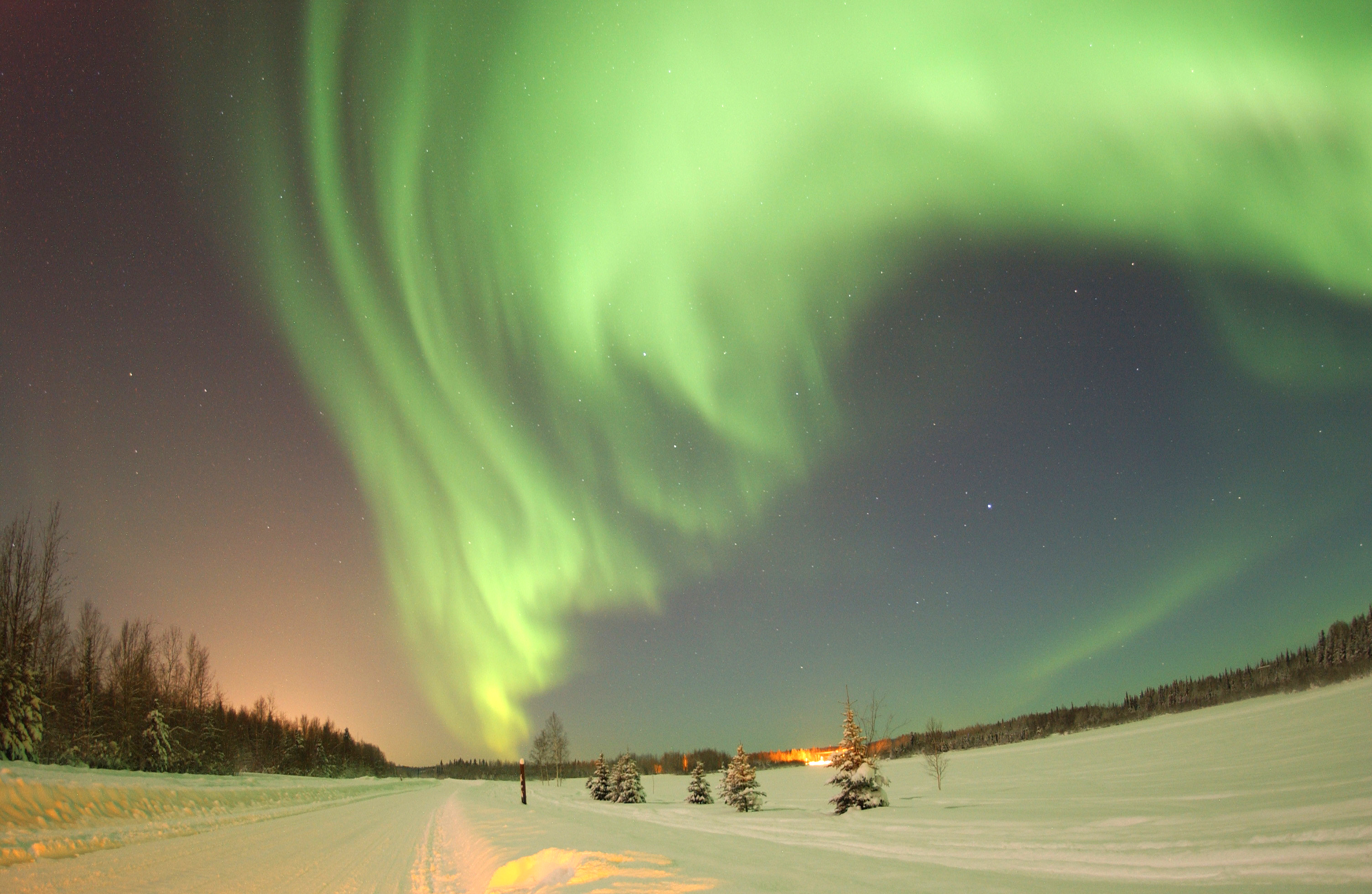
Sarki fény (Aurora borealis)

## Természetes fényforrások

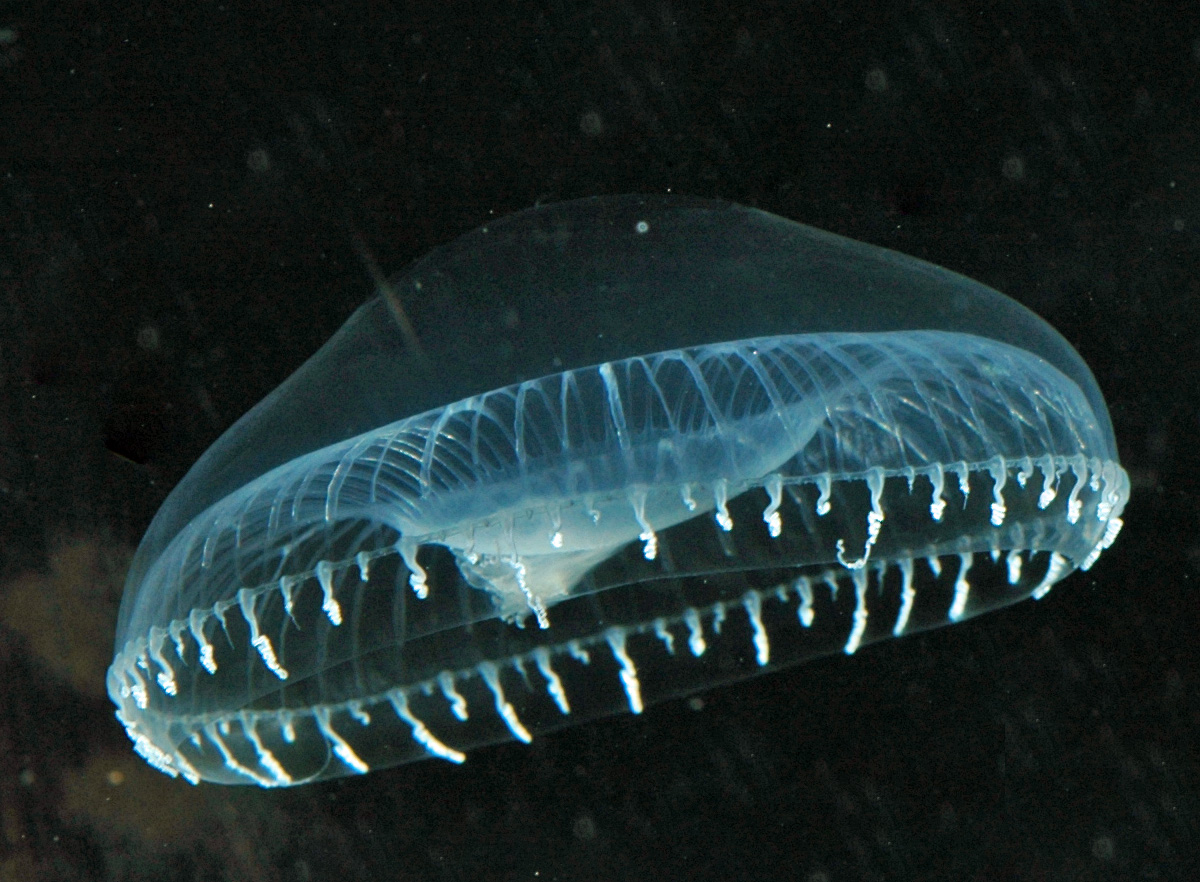
Kristály medúza

- Égitestek
A csillag olyan égitest, amely nukleáris energiát termel, így saját fénnyel rendelkezik, szemben a bolygókkal, amelyek központi csillaguk fényét verik vissza, és csak elenyésző saját sugárzást bocsátanak ki.
A meteorok olyan kisebb kövek, porszemek, melyeket a Föld gravitációja magához vonz. A légkörbe érve a súrlódástól felhevülnek, ionizálják maguk körül a levegőt.
- Villám
Elektromos gázkisülés, amely a talaj és felhők vagy a felhőrétegek között jön létre. Többnyire vonalas szerkezetű, de van felületi villám is, amely a felhők felületén keletkezik.
- Sarki fény
A Föld északi és déli sarkánál a légkörbe behatoló töltött részecskék (elsősorban protonok és elektronok) által keltett átmeneti fényjelenség.

- Biolumineszcencia
Élő organizmusokon belüli fénysugárzással járó reakció.
- Tribolumineszcencia
Egyes anyagok fényt bocsátanak ki magokból, ha megkarcolják, megdörzsölik vagy összetörik őket.
- Magma
Vulkáni tevékenység során keletkező képlékeny, izzó kőzet. Nem egynemű anyag, így hőmérséklete nagyon változó, annak függvényében, hogy mennyi hő szükséges egy adott kőzettömeg megolvadásához. Az izzó kőzet vöröses-narancssárgás fényt bocsát ki.

## Kémiai fényforrások

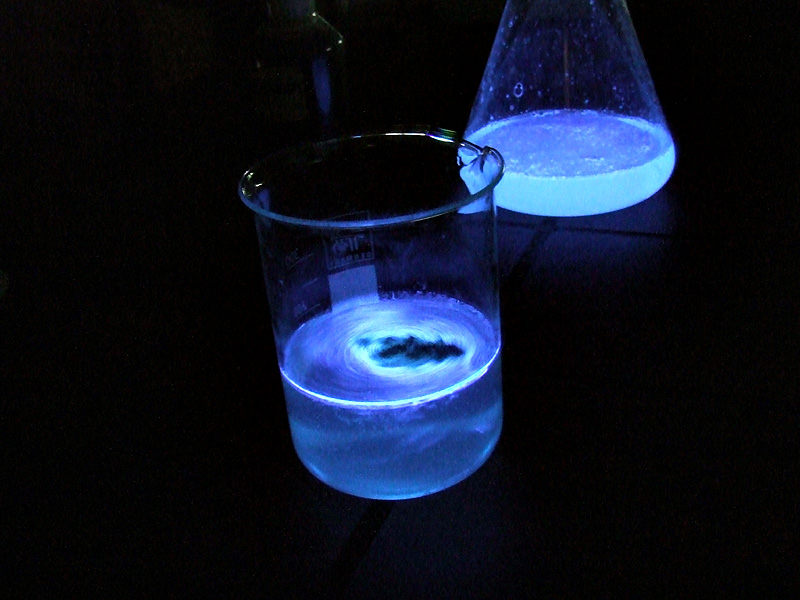
Kemolumineszcencia

- Kemolumineszcencia
A kemolumineszcens fénykibocsátás azokat a kémiai reakciókat kíséri, amelyeknek valamelyik terméke gerjesztett állapotban jön létre, s annak megszűnése egy fénykvantum keletkezésével jár.
- Fluoreszcencia
A fluoreszcens anyag molekulái adott energiájú fény elnyelésekor magasabb energiájú állapotba kerülnek, majd visszaállnak nyugalmi helyzetükbe, de közben a felvett energia egy részét fény formájában adják le. Az energia egy része a folyamat során elvész, a kibocsátott fény kisebb energiájú, vagyis nagyobb hullámhosszú lesz, mint a gerjesztő fény.
- Foszforeszcencia
A jelenség hasonlít a fluoreszcenciához, de a foszforeszcens anyagoknál az újra kibocsátott fény jelenléte tartósabb, a világítás a beeső fény kikapcsolása után több másodpercig, vagy akár percekig is eltart.

## Égés alapú fényforrások

Fáklya

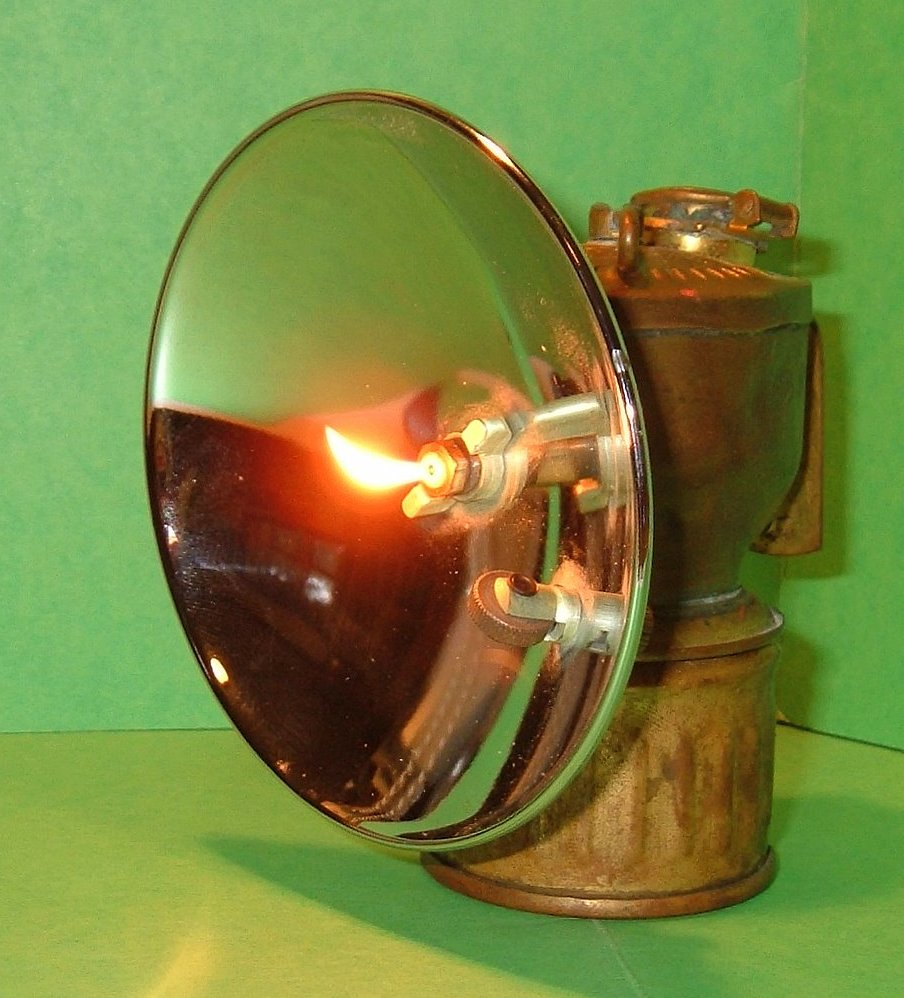
Karbidlámpa

- Davy-lámpa
Humphry Davy angol kémikus kísérletei során felfedezte, hogy a sűrű szövésű drótszövet a rajta áthatoló lángot annyira lehűti, hogy az a sújtólég gyulladási hőmérsékletét nem éri el. Ez a biztonsági lámpa alapelve.
- Fáklya
A legrégebbi ismert fényforrás. Ma már kevés kivételtől eltekintve csak dekorációs célokra használatos.
- Gázlámpa
A gázlámpa gáz (pl. hidrogén, metán, szén-monoxid, propán, bután, etilén) égetésével állít elő látható fényt.
- Gyertya
Az első méhviasz- és faggyúgyertyák az ókorban jelentek meg, ezeket mára paraffinból és sztearinból készült, szinte korommentesen égő gyertyák váltották fel.

- Karbidlámpa
A karbidlámpában a karbid és víz reakciójából acetilén gáz keletkezik, ami meggyújtva erős fénnyel világít.
- Olajlámpa
Az első olajlámpa (mécses) több mint hatezer éve készült. Formája, előállítási módja az évszázadok során sokat változott. A működéséhez szükséges olajat igen változatosan állították elő a területi adottságoknak megfelelően, pl. növényi magvakból, répából, csalánból kivont olaj, bálna- és halolaj, nyers kőolaj.
- Petróleumlámpa
Az egyszerűbb petróleumlámpák az olajlámpákhoz hasonlóan pamut kanóccal működtek. A másik változatban egy fémsókkal átitatott gázharisnya van, ami lánggal melegítve felizzik. Eleinte tóriumsókat használtak. A tórium bomlásakor a radon 220-as izotópja keletkezik, ezért ma már főleg ittriumot és cirkóniumot használnak helyette.

- Tűz
Éghető anyag fény- és hőhatással járó oxidációja.

## Elektromos fényforrások

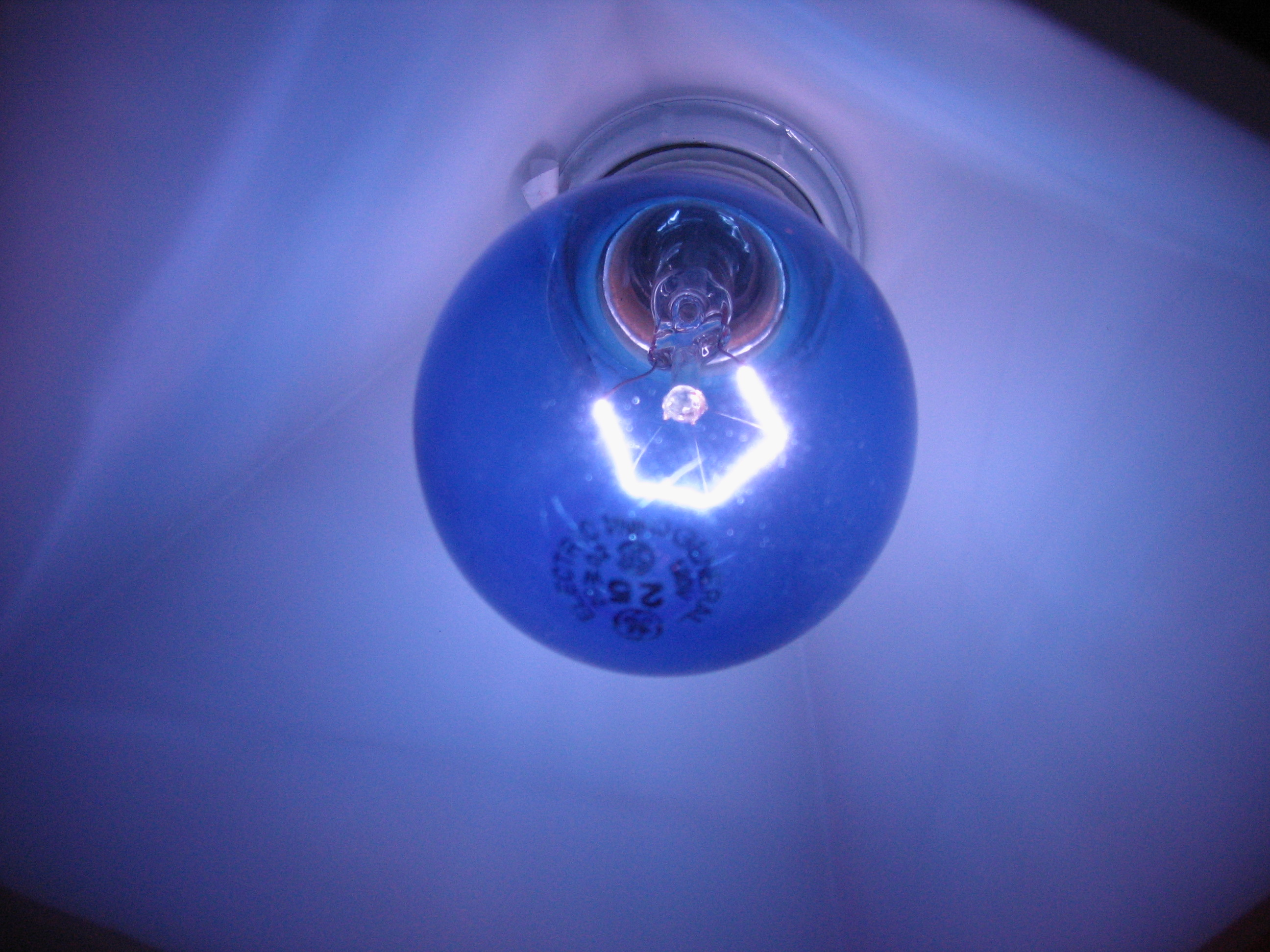
Izzólámpa

### Izzólámpa

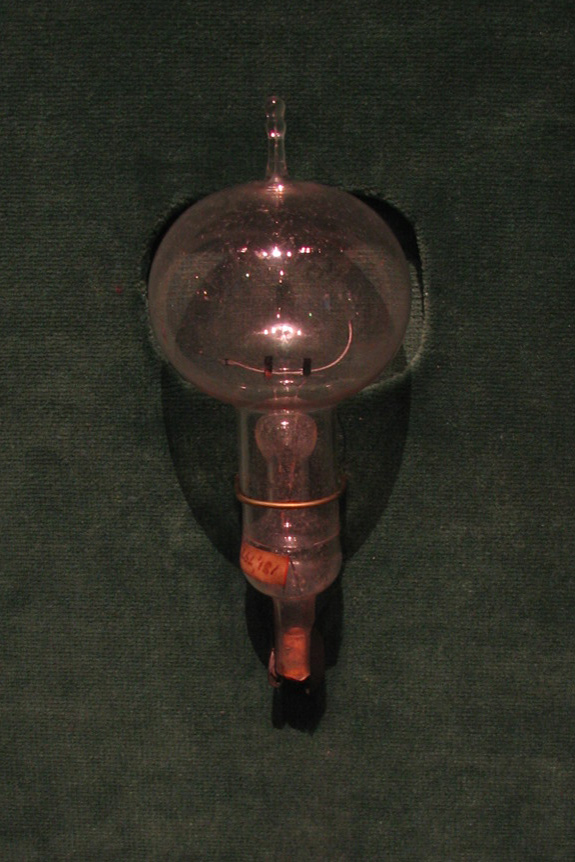
Edison-féle szénszálas izzó

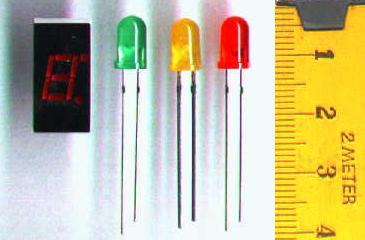
LED-ek

- Szénszálas izzó
Az első izzólámpák növényi eredetű, csaknem tiszta szenet tartalmazó szálat tartalmaztak, teljesen vákuumba helyezve. Bonyolult gyártástechnológiája miatt szorította ki a fémszálas izzó. A legrégebbi, még működő szénszálas izzó több, mint 110 éve működik.
- Volfrám izzó
Fényét egy vákuumban, vagy semleges gázban (kripton) izzó spirál alakú volfrámszál adja. Főleg az infravörös tartományban sugároz, a látható fény csak a kibocsátott elektromágneses hullámok kis hányadát teszi ki, így hatásfoka igen alacsony. Spektruma Planck-törvényből adódóan folytonos. Kiváló színvisszaadása és alacsony ára miatt a legelterjedtebb elektromos fényforrás. Tipikus fényhasznosítás: 9-15 lm/W

- Halogén izzó
A lámpa búrájába halogén elemet (jódot vagy brómot) juttatnak. Spirálja a hagyományos volfrám izzóénál magasabb hőmérsékletű, ezért a búrát keményüvegből, vagy kvarcból készítik. Tipikus fényhasznosítás: 15-30 lm/W. Gyakran hivatkoznak rá, mint energiatakarékos izzóra, jobb fényhasznosítása miatt. A kompakt fénycsöveket csak tévedésből nevezik energiatakarékos izzónak; azok energiatakarékos fényforrások.

## Mágneses indukciós fényforrás

DMLS DRAGON - 210khz ballaszttal [https://web.archive.org/web/20160822040000/http://dmlhungary.hu/catalog/dmls-indukcios-vilagitas-termekek/indukcios-fenyforrasok/

Nikola Tesla találmányán alapuló mágneses indukciós elven működő energiatakarékos, kiugróan magas élettartamú (100.000 üzemóra - DMLS indukciós fényforrás esetén) fényforrás típus, mely a fénycsövekhez hasonlóan gáztöltettel bíró zárt fénycső melyben a gáz áramlását mágneses indukció generálja. Hosszú élettartama, homogén fénye és a hozzá tartozó speciális ballaszt (működtető) az egyik legkorszerűbb és ár/érték arányban legkitűnőbb választás főként ipari létesítményekben, raktárakban, üzemekben, de akár irodai környezetben, kültéren is.

### Elektrolumineszcencia
Félvezető kristályt akceptor és donor atomokkal adalékolva egy p és egy n típusú réteget alakítanak ki. Ha az így kialakult p-n átmenetre nyitóirányú feszültséget kapcsolunk, az n rétegből elektronok vándorolnak a p rétegbe, ahol lyukakkal rekombinálódnak. A rekombináció eredményeként energia szabadul fel, amely (az anyag szerkezetétől függő) meghatározott hullámhosszúságú fény formájában sugárzódik ki. Tipikus fényhasznosítás: 30-60 lm/W, azonban van olyan fehér LED, amelynek a fényhasznosítása eléri a 150 lm/W értéket is. Jelenleg még elsősorban jelzőlámpa funkciójukat használják, nagy megbízhatóságuk és a viszonylag hideg fény-előállítás miatt.

### Kisnyomású gázkisülő lámpák

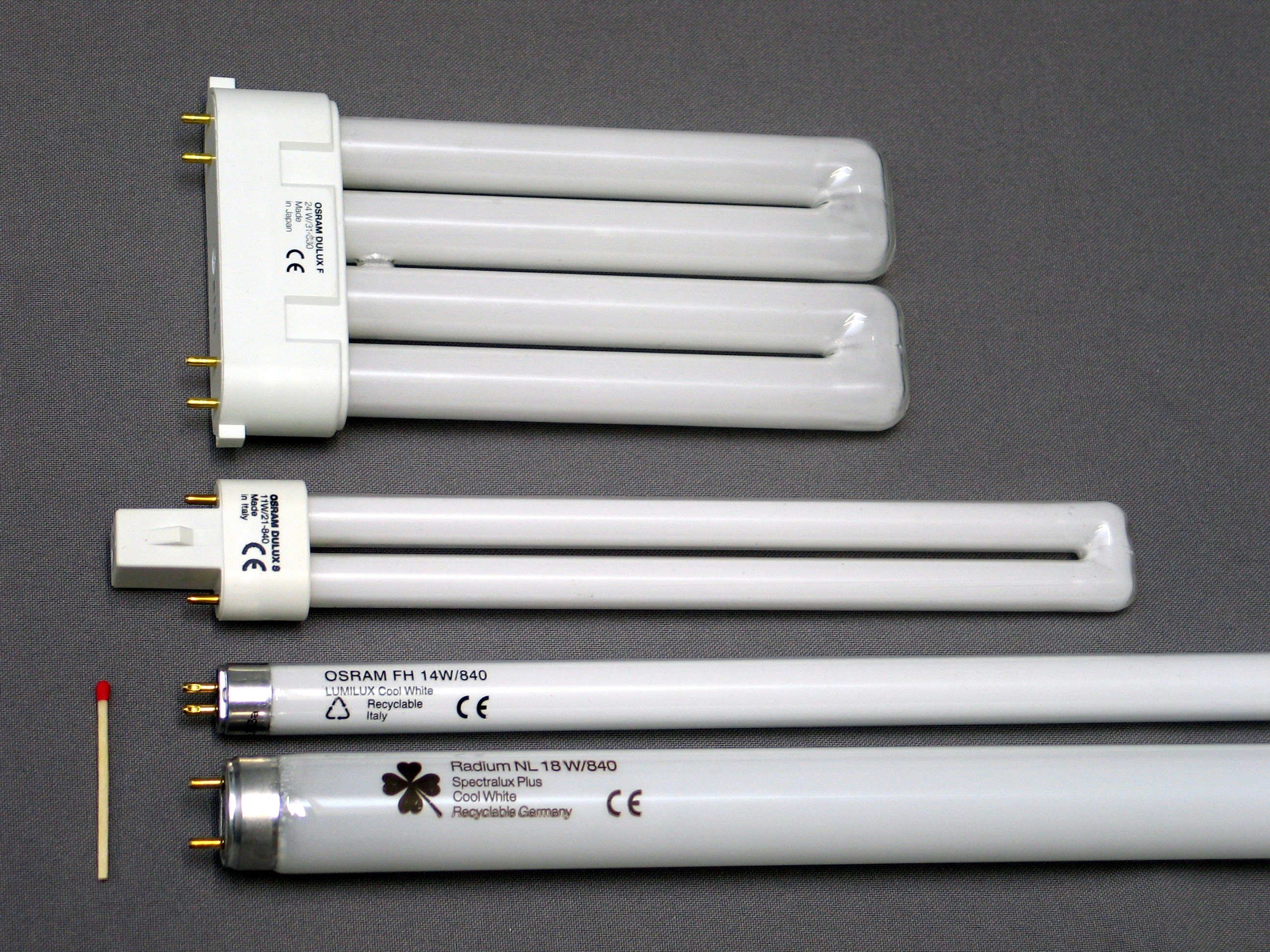
Fénycsövek

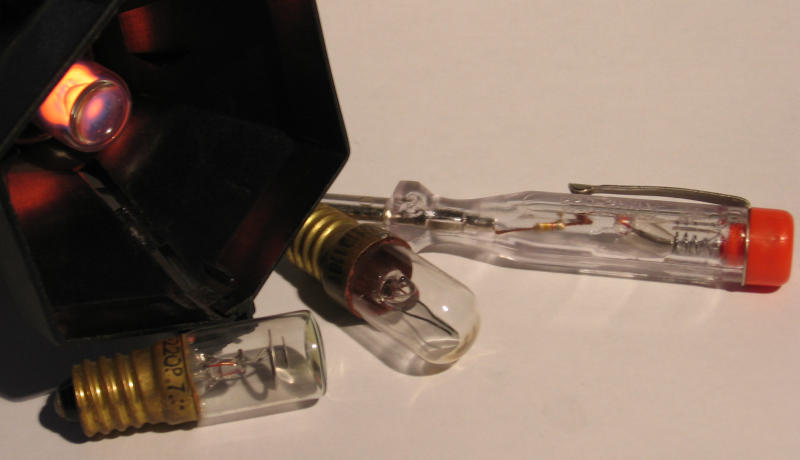
Neon glimmlámpák

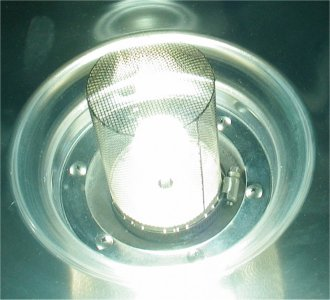
Kén indukciós lámpa

Higanylámpa

Kisnyomású nemesgáz-, illetve higanygőz-gerjesztéssel állítják elő a sugárzást, rendszerint ultraibolya-sugárzást, amit a búra falra felvitt fénypor segítségével látható fénnyé alakít. Jellegzetességük, hogy a kibocsátott fény spektruma nem folytonos, hanem vonalakból áll.
- Készíthető egy gázterű háromelektródás fénycső, vagy kis-, illetve nagynyomású fémgőz lámpa is. Induktív előtétekkel az 50 Hz-es háromfázisú hálózat vonali feszültségei közé kapcsolva, a három elektróda között folyamatos (forgó) kisülést létesít. A kisülőcsőben kialakuló folyamatos ionizáció miatt nyugodtabb a fénye és jobb a hatásfoka, mint a hagyományos kételektródás, egyfázisú megoldásoknak.
- Fénycsövek
A fénycsőben alacsony nyomású higanygőz található, ami villamos árammal való gerjesztés hatására UV fényt bocsát ki. A fénycső UV-szűrős burkolatának belső felületén fénypor-keverék található, mely az UV fény hatására látható fényt bocsát ki. A fény színe vagy színhőmérséklete, színvisszaadó képessége a fénypor típusától függ, mely a fénycső adattábláján megtalálható. Széles körben elterjedt, jó hatásfokú alakú fényforrás. Gyakran tévesen neoncsőnek nevezik, ami egy ezzel még csak össze sem hasonlítható, dekorációs célú világítástechnikai eszköz, pl. reklámvilágításra. A fénycső tipikus fényhasznosítása: 70-95 lm/W.
- Kompakt fénycsövek
Az egyenes cső helyett, hajlított, vagy több kisebb csőből összeállított fénycső. Gyakran használnak beépített elektronikus előtéttel ellátott változatokat. Ezeket néha tévesen "energiatakarékos izzónak" nevezik. Tipikus fényhasznosítás: 50-80 lm/W. A fénycső és a kompakt fénycső közötti különbség részben a hajlítás módjában van, részben a gerjesztési frekvenciában (a kompakt fénycsöveket kb. 50 kHz frekvenciával gerjesztik).
- Indukciós lámpa
Az indukciós lámpában a fénygerjesztés azonos módon történik, mint a fénycsövekben, az elektromos energia betáplálásában van lényeges különbség. Ezek a fényforrások nem tartalmaznak elektródokat, a kisüléshez szükséges villamos mezőt nagyfrekvenciás áram gerjeszti, ami egy tekercsben folyik. A tekercs nem érintkezik közvetlenül a kisülési térrel, hanem a búrának egy kesztyűujjhoz hasonló betüremkedő részében helyezkedik el. Tipikus fényhasznosítás: 50-80 lm/W.
- Nátriumlámpa
A legmagasabb fényhasznosítású, elterjedt fényforrás. Fénye monokromatikus, ezért nem teszi lehető a különböző színek megkülönböztetését. Magyarországon nem használják. Tipikus fényhasznosítás: 200 lm/W.

### Nagynyomású gázkisülő lámpák

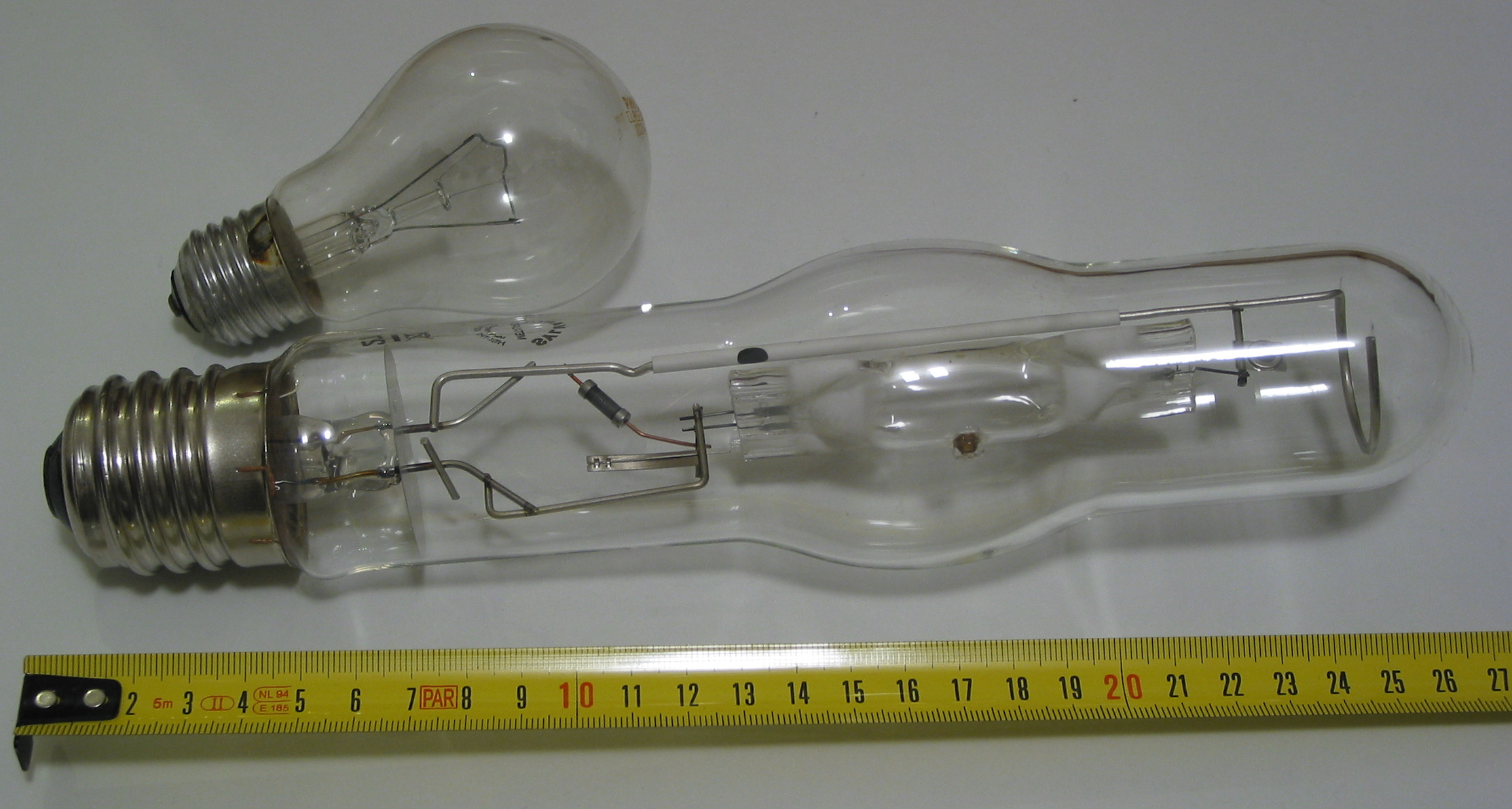
Fémhalogén lámpák

Igen nagy felületi fényességű nagy fényhasznosítású fényforrások. Kis teljesítményű változataik ritkák. (<250W)
- Készíthető egy gázterű három elektródás nagynyomású kisülőcső is. Induktív előtétekkel, az 50 Hz-es háromfázisú hálózat vonali feszültségei közé kapcsolva, a három egymástól egyenlő távolságban elhelyezett elektróda között folyamatos (forgó) ívkisülés létesül. A kisülőcsőben kialakuló folyamatos ionizáció miatt , nyugodtabb a fénye, és jobb a hatásfoka mint a hagyományos egyfázisú kételektródás megoldásoknak.

- Higanygőzlámpa
Az egyik legrégebbi nagy nyomású lámpa. Közvilágításban még alkalmazzák, de visszaszorulóban van. Színe jellegzetesen sápadt fehér. Tipikus fényhasznosítás: 50 lm/W A lámpában lévő higany teljes elpárolgásához, gőzzé alakulásához néhány percre van szükség, a lámpa csak ez után világít teljes fényével. A kikapcsolt lámpa viszont csak akkor gyújtható be újra, ha teljesen lehűlt.
- Nagynyomású nátriumlámpa
Közvilágítási célra a legelterjedettebben használt fényforrás, elsősorban gazdaságossága, és magas élettartama miatt. Színe narancssárga, színvisszaadása gyenge. Tipikus fényhasznosítás: 130 lm/W

- Fémhalogén lámpa
Különböző fémek jodidjaival, néha bromidjaival adalékolt lámpa. Különböző fémek kombinációjával egyedi színeket vagy kiváló színvisszaadást tesz lehetővé. Tipikus fényhasznosítás: 90-110 lm/W
- Xenonlámpa
Leginkább a gépjárműtechnikában alkalmazott, gyors gyújtású lámpa. Erősen pontszerű fénye és jó színvisszaadása miatt vetítéstechnikában is alkalmazzák.

## Egyéb fényforrások

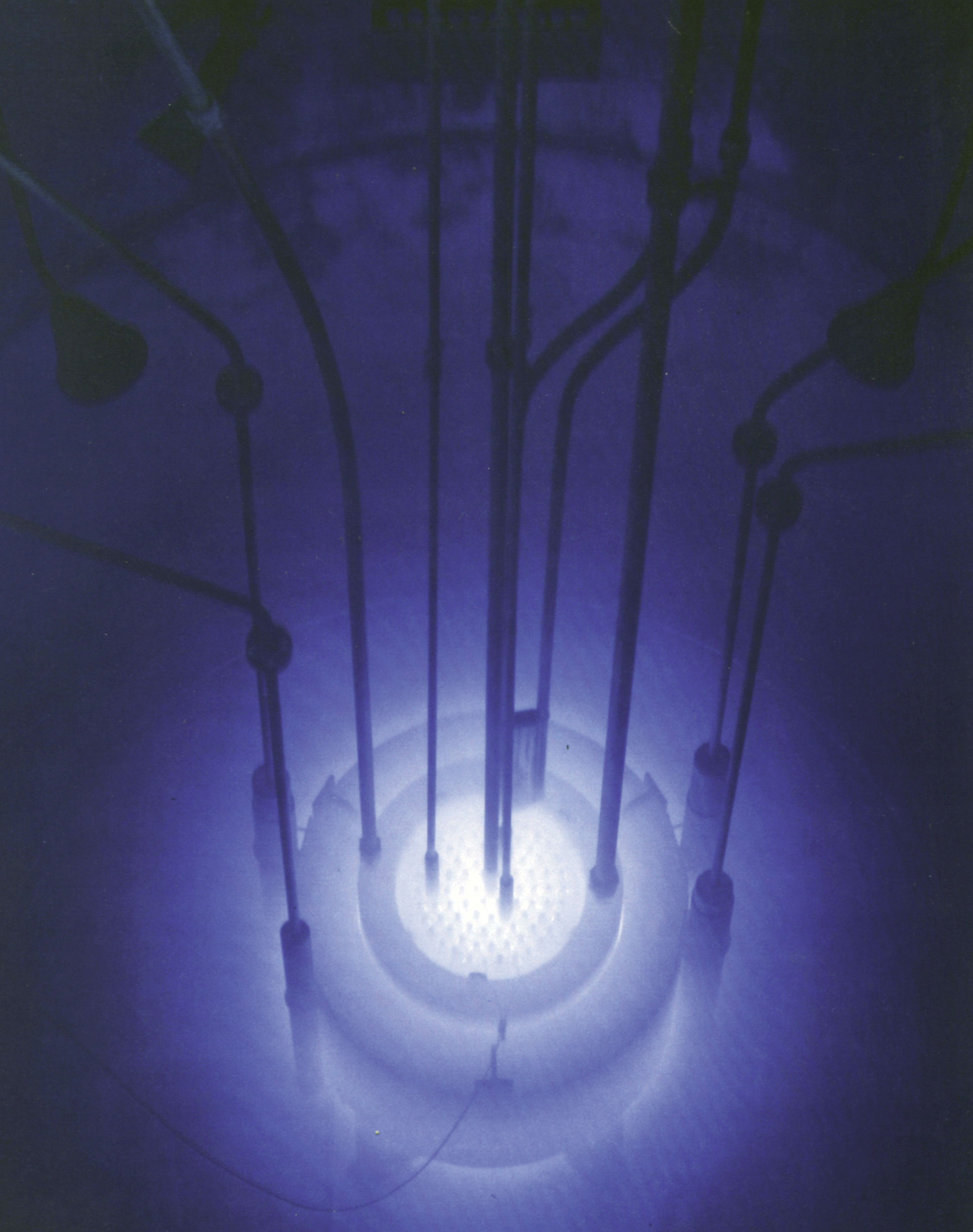
Cserenkov-sugárzás

He-Ne lézer

- Radiolumineszcencia
A radiolumineszcens anyag ionizáló (pl. béta) sugárzás hatására bocsát ki fényt. A foszfor a tríciumból kiszabaduló elektronok hatására világít. A két elem keverékét pl. vészkijárat-jelzőtáblák készítésénél használják.

- Szonolumineszcencia
A szonolumineszcencia hang (szono) hatására létrejövő fénykibocsátás. Nagy energiájú, jól fókuszált ultrahang folyadékokban üregeket hoz létre. Az üregek gyors összeomlásakor keletkező energia hő és fény formájában sugárzódik ki.
- Hőmérsékleti sugárzás
Az adott hőmérsékletű test karakterisztikus spektrumú sugárzást bocsát ki. Alacsonyabb hőmérsékleten (pl. szobahőmérsékleten) a legnagyobb intenzitással infravörös tartományban keletkezik. A Wien-féle eltolódási törvénynek megfelelően a hőmérséklet emelkedésével ez a maximum a rövidebb hullámhosszok, így a látható spektrum felé tolódik. Először piros, majd fehér, végül kékes színű fény keletkezik (lásd még: színhőmérséklet). Kék színű fénykibocsátás igen ritka legfeljebb egyes csillagoknál figyelhető meg (a kéken égő gázláng kémiai folyamat eredményeképp jön létre). Szilárd test ilyen színű fényt nem képes kibocsátani. (Az eddig ismert legmagasabb olvadáspontú anyag sem képes elviselni a 4500 K hőmérsékletet normál földi körülmények között. A Nap felszíne is legfeljebb 5900 K, ami az emberi szem számára a megszokott fehér árnyalat.)
- Cserenkov-sugárzás
Az egyenletes sebességgel mozgó töltés nem sugároz energiát, amíg vákuumban halad. Ha azonban anyagi környezeten halad át, sugározhat ki kis mennyiségű energiát, még ha állandó is a sebessége. Ennek feltétele az, hogy a részecske sebessége nagyobb legyen, mint az adott közegbeli fénysebesség.
- Lézer
A lézer elnevezés egy betűszó (Light Amplification by Stimulated Emission of Radiation), vagyis fényerősítés indukált emisszióval. A lézer intenzív, koncentrált, párhuzamos és koherens fénynyalábot állít elő [9,16].

## Fényforrások általános tulajdonságai
A táblázat növekvő fényhasznosítás szerint sorba rendezve tartalmazza a fényforrások adatait.
| megnevezés                                                               | teljesítmény | fényáram     | fényhasznosítás | színhőmérséklet | színosztály          |
| megnevezés                                                               | W            | lm           | lm/W            | K               | színosztály          |
| ------------------------------------------------------------------------ | ------------ | ------------ | --------------- | --------------- | -------------------- |
| Gyertya                                                                  |              | 13           | 0,16            | 1000            |                      |
| Gyufa                                                                    |              |              |                 | 1700            |                      |
| Petróleum lámpa                                                          |              |              |                 | 2200            |                      |
| Szénszálas izzó                                                          |              | 25-790       | 2,6             |                 |                      |
| Normál izzólámpák                                                        | 15-1000      | 90-18800     | 6-19            | 2650-2990       | M                    |
| Törpefeszültségű, "tűlábas"; (6 - 24 V) halogénlámpák                    | 5-150        | 60-3200      | 12-24           | 2900            | M                    |
| Törpefeszültségű (6 - 24 V) tükrös halogénlámpák                         | 10-100       |              |                 | 2900            | M                    |
| Törpefeszültségű (6 - 24 V) hidegtükrös halogénlámpák                    | 20-75        |              | 12              | 2900            | M                    |
| Kisfeszültségű (230 V) egyfejű halogénlámpák                             | 60-250       | 780-4200     | 13-17           | 2900            | M                    |
| Kisfeszültségű (230 V) kétfejű halogénlámpák (ceruzalámpák)              | 60-2000      | 830-44000    | 14-22           | 2800            | M                    |
| Normál fénycsövek                                                        | 18-58        | 1050-5000    | 58-86           | változó         | H, S, M              |
| Háromsávos fénycsövek                                                    | 18-58        | 1350-5200    | 75-90           |                 | H, S, M              |
| Kompakt fénycsövek beépített elektronikus előtéttel, menetes foglalattal | 5-23         | 200-1500     | 40-65           |                 | M                    |
| Kompakt fénycsövek beépített induktív előtéttel, menetes foglalattal     | 9-25         | 415-1200     | 46-48           |                 | M                    |
| Kompakt fénycsövek dugaszolható foglalattal                              | 5-32         | 250-2400     | 50-75           |                 | M, S                 |
| Nagy fényáramú kompakt fénycsövek 4 csapos dugaszolható foglalattal      | 18-55        | 1200-4500    | 42-87           |                 | M, S, H              |
| Nagynyomású normál, egy- vagy kétfejű nátriumlámpák                      | 50-1000      | 3500-130 000 | 70-130          | 2700            | M                    |
| Javított színvisszaadású, nagynyomású, egyfejű nátriumlámpák             | 35-400       | 2850-38.000  | 80-95           | 2700            | M                    |
| Erősen javított színvisszaadású, nagynyomású, egyfejű nátriumlámpák      | 35-100       | 1300-5500    | 37-58           | 2700            | M                    |
| Nagyteljesítményű fémhalogénlámpák                                       | 250-3500     | 1900-30 000  | 68-86           | 6100            | M, S, H              |
| Egyfejű fémhalogénlámpák                                                 | 35-150       | 2400-12 500  | 69-83           | 5300            | M, S                 |
| Kétfejű fémhalogénlámpák                                                 | 70-150       | 5000-12 000  | 71-83           | 3100            | M, S, H              |
| Nagynyomású higanylámpák                                                 | 50-1000      | 1600-58 000  | 32-58           | 3800            | S                    |
| melegfényű LED                                                           | 10           | 900          | 80-100          | 2700-3000       | S                    |
| hidegfényű LED                                                           | 10           | 1000         | 90-110          | 5000            |                      |
| kénlámpa                                                                 | 5900         | 135 000      | 90              | 6000            |                      |
| indukciós lámpa                                                          | 50-200       | 12 000       | 60-100          | 3500-4500       |                      |
| Xenon ívlámpa                                                            | 2000-15000   | 25 000 000   | 30-50           | 5000-6000       |                      |
| Higany ívlámpa                                                           |              |              | 55-100          | 15000           |                      |
| szén ívlámpa                                                             | 15 000       | 800 000      | 15              | 3780            |                      |
| Kisnyomású nátriumlámpák                                                 | 18-180       | 1800-32 500  | 100-200         | (≈2700)         | monokromatikus sárga |

Kruithof-görbék
A narancs színnel jelölt megvilágítás erősséget túl melegfényűnek érzékeljük alacsony színhőmérsékletű sugárzásnál. A kék a túl hideg megvilágítás tartománya

A színosztály az MSZ 6240 szerint, a Kruithof-diagrammal meghatározva
M 3300 K alatt melegfényű
S 3300-5300 K között semleges fehér
H 5300 K felett hidegfényű
A rendkívüli nagy fényáramú ívlámpákat a második világháborúban fejlesztették ki, légvédelmi megvilágítási célokra.
A fénycsövek és kompakt fénycsövek különféle színhőmérséklettel készülnek, ezért ezekhez a fenti táblázat nem tartalmaz adatot. Például a CIE által bevizsgált fényforrások
| fényforrás | színhőmérséklet |
| ---------- | --------------- |
| CIE F1     | 6428            |
| CIE F2     | 4224            |
| CIE F3     | 3446            |
| CIE F4     | 2938            |
| CIE F5     | 6345            |
| CIE F6     | 4148            |
| CIE F7     | 6495            |
| CIE F8     | 4997            |
| CIE F9     | 4149            |
| CIE F10    | 4998            |
| CIE F11    | 3999            |
| CIE F12    | 3000            |

Az F10, F11 és F12 ún. triphosphor (három fluoreszcens anyaggal készített) háromsávos fénycsövet jelöl

## Külső hivatkozások
- Biolumineszcencia - Fénypontok az éjszakában
- Hogyan világít a szentjánosbogár?
- Luminol Chemiluminescence Test for Blood Archiválva 2009. február 8-i dátummal a Wayback Machine-ben
- Luminol oxidációja hidrogén-peroxid oldattal
- Luminol oxidációja nátrium-hipoklorit oldattal
- Neon.lap.hu - linkgyűjtemény